# آتش‌سوزی کلوب شبانه کوچانی
در ۱۶ مارس ۲۰۲۵، آتش‌سوزی در کلوب شبانه پالس (Pulse) در کوچانی، مقدونیه شمالی رخ داد که منجر به کشته شدن ۵۹ نفر و زخمی شدن ۱۹۶ نفر شد. در یک کنسرت شلوغ با حضور حدود ۵۰۰ نفر، جرقه‌های آتش‌بازی داخلی باعث شعله‌ور شدن ورق‌های فوم آکوستیک قابل اشتعال شد که سقف را پوشاند و به سرعت کل محل را در دود غلیظ و سمی فرو برد. در زمان حادثه، این کلوب بیش از ظرفیت قانونی خود شلوغ بود و فاقد تدابیر ایمنی کافی مانند خروجی‌های اضطراری مناسب و هشدارهای آتش‌سوزی بود. این مکان قبلاً یک انبار فرش بوده و به‌طور غیرقانونی به‌عنوان کلوب شبانه فعالیت می‌کرد، زیرا دارای مجوز نبود.
این آتش‌سوزی باعث سوگواری گسترده و اعتراضات در مقدونیه شمالی شد و بسیاری از شهروندان فساد دولتی، اجرای ناکافی قوانین و بی‌توجهی را به‌عنوان عوامل مؤثر در این حادثه ذکر کردند. مراسم یادبود عمومی برای قربانیان برگزار شد و اعتراضاتی به وقوع پیوست که خواستار پاسخگویی صاحبان کلوب و مقامات دولتی بود. این آتش‌سوزی نگرانی‌هایی را دربارهٔ فساد در دولت مقدونیه شمالی به وجود آورد. دولت مقدونیه شمالی تحقیقات دربارهٔ سایر کلوب‌های شبانه فعال در کشور را آغاز کرد که منجر به تعطیلی بسیاری از آن‌ها به دلیل تخلفات ایمنی شد. این حادثه مرگبارترین آتش‌سوزی کلوب شبانه در اروپا از زمان آتش‌سوزی کلوب بخارست در سال ۲۰۱۵ و مرگبارترین آتش‌سوزی در تاریخ مقدونیه شمالی است.